# Глишо Дмитрић
Глигорије Глишо Дмитрић (1828–1887) био је драгачевски каменорезац из Котраже. Један је од најзначајнијих мајстора народног каменореза у западној Србији. Споменике је израђивао по селима Драгачева, Ивањице, Пожеге и Чачка.

## Живот
Потекао је из добростојеће фамилије Дмитрића из Белог Камена на потесу Јасиковац према селу Вучковица (Лучани). Од четворице браће, једини је био писмен. У младости је учио абаџијски занат у Чачку, али га је напустио из непознатог разлога. Каменорезом је почео да се релативно касно, у својим зрелим годинама. Никада се није се женио.
Уочи Српско-турских ратова (1876-1878) бавио се прокопавањем стена ради потребе проширења путева за пролазак војске ка Јавору.
Сматра се да је умро око 1887. године и сахрањен на неком од гробаља у Горачићима. Овај врстан каменорезац остао је без сопственог надгробног обележја.

## Дело
Као каменорезац, радио је од почетка 1860-их до 1885. године, од када датира његов последњи потписани споменик. Клесао је широм Драгачева. Надгробнике је израђивао војницима палим у Јаворском рату и „власним људима” чије су фамилије могле да плате његов рад.

### Стилске карактеристике
Споменике је клесао у облику стуба, најчешће од живичког пешчара. Израђивао је и хоризонталне надгробне плоче и дорађивао студеничке мермерне „крсташе”. Ретко је клесао фигуре покојника, што је за њега радио моравички каменорезац Миле Поповић из Свештице.
Посебно добар био је „мајстор за слова”, у чему му је узор био Радосав Чикириз са којим се лично познавао. Почетна слова бојио је у црвено, док су остала  била плава, зелена, црна, зелено-жута и „цигласта”.
Споменици му се не одликују богатством орнамената, али је мајсторски клесао хришћанске симболе, на првом месту крст украшен флоралном орнаментиком, чираке и представу голуба на виновој лози. Од предмета мушкарцима је на споменике најчешће је урезивао штапове, сабље и кубуре, а женама преслице и вретена. Нешто слабији био је у бојењу споменика.
По обради и ликовним представама истичу се надгробници у Пријевору које је израдио  Лепосави Миловановић (†1876) и њеној петогогодошњој ћерки Цвети (†1881), чији епитаф започиње речима: „Јуче сам се играла, а данас ето гди сам. Мати, отац мили, више ме не грли”.

### Сарадња са другим каменоресцима
Понекад су један гробљаш обликовала и потписала двојица клесара. Глишо Дмитрић блиско је сарађивао са каменоресцима Дмитром Ђорђевићем из Горачића и Милом Поповићем из Свештице.

### Потпис
Глигорије Глишо Дмитрић волео је да о себи оставља писани траг. Потпис му је пронађен на преко 60 надгробника. 
Потписивао се са: „писа Глишо”, „писа Глишо Дмитрић”, „Глишо писа ова слова”, „писа Глишо Дмитрић из Котраже”.

## Галерија
- Гуча (село)
- Котража
- Граб
- Живица
- Зеоке

## Епитафи
Живот покојника описивао је штуро, са по тек неким библијским поетским исказом: „Блаженост са вечностију променио”. Најсадржајнији, са драгоценим документарним подацима су епитафи учесницима Јаворског рата.

Споменик Богосаву Бугарину (†1833) (село Гуча, Анђелића гробље)
овде тико почива раб божји
БОГОСАВ бугарин
жител села гуче
а кои је врло у чести
поживијо 40. Г.
а преставиосе у вијечност
2 маја 1833. Г.
и бог да му душу прости
оваи споменик подиже Ђоко своме оцу
и синовци његови миливоје и ника
писа Глишо дми.

Споменик Спасоју Чакаревићу (†1860) (Котража, Главица)
Овде почива раб божји
СПАСОЈЕ чакаревић
бивши кмет об[штине] котрашке
а који у чести и поштењу поживијо 56. Г.
а преставио се, у вјечниј живот.
27-г новембра. 1860.Г.
и Бог да му душу прости
овај спомен подигошему
његови синови рисим јово чакаро[вић]
Глишо Дмитрић писа

Споменик Веселину Петровићу (†1862) (Кривача, Ђекића гробље)
Овде почива раб божии
ВЕСЕЛИН петровић
бивши кмет из Села Криваче
Поживи 76. год.
престависе 21 Јануари[ја] 1862. Год.
Оваи Билег Ударишему
Синови Павле и Миле и унук Обрад Его
Писа Глишо Дмитрић. из с: Котраже

Споменик Јовану Драговићу (†1866) (Рогача, Црквине)
овде почива Раб Бо:
ИОВАН драговић
Бивши Кмет из С[ела] рогаче
Поживи 84 г.
умре 20 Ф: 1866 . Г.
оваи билег удариму
Син Его кмет Паун
писа Глишо Пуза

Споменик Периши Богосављевићу (†1866) (Луке, Лазовића гробље)
Овде почива Раб Божи
ПЕРИША
Син Гвоздена Богосављевића
из села Лука
Поживи 20. Г:
Умре 12 Априла 1866 год.
Оваи билег удариму Отац Его
Писа Глишо Дмитрић из Котраже

Споменик кмету Саву Маричићу (†1867) (Вича, Главоњића гробље)
Приђи ближе мили роде
те прочитај надпис овај
кои показује краброг Србина
САВУ МАРИЧИЋА
Житеља села виче
кои по два пут кметова
у обш[тини] вичкои
кои чесно и поштено поживи 60 Г:
А престависе у вечност
10-ог јунија у 1867 Г.
Бог даму душу прости †
Оваи надгробни спомен саву
ударишему синови своме оцу
Милан и Јоксим
и супруга Станоика ниегов.
1871. Г.
писа ова слова изр: ГЛИШО дмитрић из Котраж[е]

Споменик Ђорђу Пандуревићу (†1867) (Лиса, Шулубурића гробље)
Приђи ближе мили роде
те прочитај овај надгробни спомен
гди почива Раб Божи
ЂОРЂЕ
ожалости свога оца Сретена Пандуревића
и маике Анђелије у С: Лисе
и кои чесно и поштено поживи 21 год:
и претависе у вечност у најлепшем цвету
на велику жалост роду свом
27 ноембра у 1867 Г.
Оваи спомен подижему Сретен ожалошћени отац
и Василие чича :
са Анђелиом :
тешко уцвељеном мајком Ђорђевом
Писа дмитар ђорђевић из С. Горачића
и Глишо Дмитрић из Котраже

Споменик Урошу Васовићу (†1869) (Граб, Рајичића гробље)
Приђи ближе слатки мили роде
и прочитаи подпис овде
кои показуе гди почива раб божии
Урош Васовић
жител граблански
кои поживи 47. Година
престависе 15-г Јануара у 1869: го:
Бог даму душу прости
оваи надгробни спомен подигошему
Антоние и Танасие и Еврем
синови его и милош брат его исте године
писа Глишо Дмитрић из котр[аже]

Споменик Ристу Томашевићу (†1870) (Горња Краварица, Станојевића гробље)
Овде почивају кости
Блажено Почившег Раба Божиега
РИСТА Томашевића
жител Краварички
кои поживи 60 г, чесно и поштено
и кои е био Кмет и Писар 28. Г
преставио се 9 .Иануара 1870.
Бог да му душу прости
Оваи надгробни спомен
удари му негова супруга Марија
и синовац Новак
Писа Глигорије Дмитрић из Котраже

Споменик Павлу Плазини (†1870) (Губеревци, Плазинића гробље)
Приђи Ближе Мили Србски роде
и ти прочитаи надпис овде
где показуе блажено упокоени раб божии
ПАВЛЕ Плазина
жител Губеревачки
кои поживи и од своег рођења 30 година
и од криста у 1870 год. 10-ог Марта
блаженост са вечностију променијо
своме роду на велику жалост
Бог да му душу прости
Споменуо га Миљко
и благодарни брат његов исте године
Писа Глишо Дмитрић из Котраже

Споменик Павлу Зоћевићу (†1871) (Рогача, Црквине)
Овде почива тико раб божи
ПАВЛЕ  Зоћевић
Житељ рогачки
бивши кмет рогачки
А кои чесно и поштено
Поживи 46. Год:
а преселио се у вечност
14-го Марта 1871. Г:
и бог даму душу прости
и вовјеки амин
писа Глишо дмитрић из Котраже

Споменик Совијани Вучићевић (†1871) (Вича, Горњи Брест)
Овде почива Раба Божија
СОВИЈАНА
а кћер петра вучићевића
и маће Станоике из села виче
супруга Милана миливоевића из села пшаника
поживи 20 год.
а престависе уочи Дмитровдана у 1871 год
и бог даиои душу прости
А син совијанин живко
умро од год. дана 1871г
Овај споменик подиже иои
ожалостива маика станоика
писа Глишо

Споменик Петру Главоњићу (†1872) (Вича, Главоњића гробље)
Овде тико почива Раб Божии
ПЕТАР Главоњић
жител вички
А поживе 68. Г.
престависе 4-тог Фебу. у 1872 г.
Бог даму душу прос.
оваи билег подижему син његов ранисав
Глишо писа ова слова

Споменик Милоју Петронијевићу (†1872) (село Гуча, Анђелића гробље)
Приђите ближе мили роде
и читатели и реците бог да прос[ти]
МИЛОЈА : Петронијевића
иначе Бугарина
а жител гучки
коие поживио 56 : Г.
у чести и поштену
као добар домаћин
А престависе у вечност
9 мар. 1872 г.
А писа глишо

Споменик Вучићу Ђекићу (†1872) (Рти, Ђекића гробље)
Овде почива раб божии
ВУЧИЋ  Ђекић
житељ рћански
Бивши Депутирац
С[вето] андриевске скупш[тине] 1858 Г.
а преседник обштине рћанске
кои у врло добром стању поживи: 72. Год:
16-тог Марта Умре 1872
Оваи надгробни споменик
подигошему благодарни синови
негови своме оцу из почитанија
милован и милић
а писа Глишо

Споменик Илији Чворовићу (†1873) (Доња Краварица, Чворовића гробље)
Овде почива раб божи
[илија] чворовић
жител краварички
а поживи 42 године
престависе у вечност
22 г априла у 1873. г.
И бог даму душу прости:
споменуше свога оца ИЛИЈУ
синови његови
Мијаило спасое вилиман станиша и станко
са помоћу чичом Евремом
писа глишо дмитровић

Споменик Петру Вучићевићу (†1875) (Вича, Горњи Брест)
ОВДЕ тихо почива
раб божии
ПЕТАР вучићевић
А житељ вички
А кои поживи 56 год:
а престависе у вечност
9-ог јулија у 1875 год.
и бог дага прости
оваи споменик подижему
супруга његова Станоика
и његов пасторак Јоко главоња из виче
А писа Глишо Дмитрић из Котраже

Споменик Јовани Сретеновић (†1876) (Вича, Главоњића гробље)
Овде тико почива Раба Божија
ЈОВАНА
Супруга Гаврила Сретеновића
из Села Виче
поживи 46 год:
а преставиласе на Благовест у 1876. Г.
И Бог да иои душу прости
писа Глишо Дмитрић из котраже

Споменик Јовану Ивановићу (†1876) (село Гуча, Анђелића гробље)
Овде тихо почива Раб Божии
ЈОВАН  Ивановић
бивши кмет села гуче:
а које Поживио 60.Год:
у части и поштењу
као добри домаћин
а престависе 9. маја 1876.Г.
И бог да му душу прости
овај споменик Подижему
његов син миливоје
а писа Глишо дмитрић из котраже

Споменик Милићу Анђелићу (†1878) (село Гуча, Анђелића гробље)
Овај биљег показује тјело покој
МИЛИЋА Анђелића из Гуче
бившег војника друге класе
друге чете драгачевског баталиона
коие у 48: год: живота свог
храбро борећи се у рату против турака
за славу и слободу народа Српског
погинуо у битки на Соколовици код Пазара:
1. јануара у 1878: години
и Бог даму душу прости
Овај знак братске љубави
подижему његов брат ЛАЗАР
и синовац ранисав
Овај лик ликовао Миле поповић из Свештице
А изреза слова Глишо Дмитрић из Котраже

Споменик Јанку Пајићу (†1878) (Вича, Мирковац)
Овде почива раб божи
ЈАНКО ПАЈИЋ
бивши 3 пут преседник
обштине вичке
а коије у врло доброј чести
поживио 36 година
Преставио се у Вечнос 1878 Г.
Бог даму душу про[сти]
Оваи надгробни споменик
подижему његов брат максим
са братучедом дамланом
Глишо писа

Споменик Милану Достанићу (†1878) (Турица, Достанића гробље)
Код овог споменика
под овом ладном плочом
тико почивају Смртне Кости
славног Србина
МИЛАНА Достанића
из Турице
кои је поживијо 63.год.
а преставијосе у вечни живот
26-тог фебруара у 1878.Г.
Који поживи славно на овом свету
бив. кмет више година
и посланик народне скупштине у овом округу
о одласку књаза Милоша Обреновића
и његовог престолонаследника Михаила...
Овај споменик подиже син МАРКО Достанић
за чес и заслугу свога родитеља
Писа Глишо Дмитрић из Котраже
Обрни се славни кршћанине
и прочитај надпис гроба мога
где ће ми тијело вечно оста[ти]
Помисли да ћеш и ти вако
па замоли Бога истинаго
да опрости мртвијем грекове

Споменик Јовану Главоњи (†1878) (Горачићи, Зимоњића гробље)
О мили србски роде
не пожали труда свога
што ћеш стати и читати
овај тужни биљег
који показује тјело поч
ЈОВАНА ГЛАВОЊУ
из Горачића
бивши војник и десет. I класе
трнавског баталиона
кои је у 37 год. живота свог
храбро борећисе против Турака
за славу и слободу народа српског
под владом књаза Милана М. Обреновића
погинуо у битци на Самокову
25 децембра 1878 Г.
Бог да му душу прости
Писа Глишо дмитрић из котраже

Споменик Јовани Јовичић (†1879) (Граб, Илића гробље)
овде тико почива раба Божиа
ЈОВАНА
прва супр: павла јовичића: из Граба
А којаје поживила 52 године
и родилаје 7 синова и три кћери
А преставиласе у вечност 26-тог марта 1879г.
и бог дајој душу прости
писа Глишо
Споменик Цмиљки Јаковљевић (†1881) (Горачићи, Јаковљевића гробље)
ОВДЕ тико почива раба Божија
ЦМИЉКА
супруга поч. Милоша Јаковлевића
из овог села горачића
а која чесно и поштено поживила 48 година
а преставила се у Вјечни Живот
10-тог августа у 1881 год
Бог даиои душу прости
овај надгробни спомен
подиже њен девер радосав
из поштовања
и њен син тиосав 1881
писа Дмитар Ђоковић и Глишо Дмитрић

Споменик Миљки, кћери Мијаила Јевремовића (†1881) (Зеоке)
Овде
Тiхо почiва
Блажена упо
којена раба Бо
жија девоѝка
МИЉКА
кћер почiвш
Мијаiла Јев =
ремовића тр
говца из села
зеока и мајке
жалостиве ја
нке. Апожiвела
је своје мла
дости 20. год.
преставiласе
у вијечност
у најлепшем
цвету 16тог
(нечитко) 1881.г.
Бог да јој
душу прости

## Остали споменици
У стручној литератури евидентирано је још надгробника који су дело овог каменоресца:
- Споменик војнику Сретену Сретеновићу (†1863) (Рти, Ђекића гробље)
- Споменик Ранку Гавр. Зеловићу (†1863) (Тијање)
- Споменик Јовану Ђорђевићу (†1865) (Тијање)
- Споменик Раку Паићу (†1868) (Вича, Мирковац)
- Споменик Милораду Јовковићу (†1870) (Зеоке)
- Споменик трговцу Јовану Росићу (†1870) (Рти, Ђекића гробље)
- Споменик Јовану Жунићу (†1870) (Тијање)
- Споменик Ани Јелуши (†1877) (Граб, Илића гробље)
- Споменик Обраду Пантовићу (†1877) (Вича, Мирковац)
- Споменик Станку Обрадовићу (†1878) (Вича, Мирковац)
- Споменик Јанку Паићу (†1878) (Вича, Мирковац)
- Споменик Чедомиру Бабићу (†1878) (Вича, Мирковац)
- Споменик Живану Обрадовићу (†1879) (Вича, Мирковац)
- Споменик Вукадину Пантовићу (†1879) (Вича, Мирковац)
- Споменик Мијаилу Пантовићу (†1879) (Вича, Мирковац)
- Споменик Јовану Кувељићу (†1880) (Зеоке)
- Споменик Пауну Пантовићу (†1884) (Пшаник, Лазовића гробље)